# Granulosoma umidulum
Granulosoma umidulum is een hooiwagen uit de familie Sclerosomatidae.